# Ниси-Касай (станция)
Станция Ниси-Касай (яп. 西葛西駅 ниси касай эки) — станция метрополитена на линии Тодзай расположенная в специальном районе Эдогава, Токио. Станция обозначена номером T-16. Была открыта 1-го октября 1979 года.

## Планировка станции
Две платформы бокового типа и два пути. Скорые поезда проходят станцию без остановки.
| 1 | ○ Линия Тодзай | Ураясу, Ниси-Фунабаси, Тоё-Кацутадай, Цуданума            |
| 2 | ○ Линия Тодзай | Отэмати, Иидабаси, Такаданобаба, Накано, Линия Тюо Митака |

## Близлежащие станции
| «               |  | Линия        |  | »     |
| --------------- |  | ------------ |  | ----- |
| Минами-Сунамати |  | Линия Тодзай |  | Касай |

## Автобусные Маршруты
С южной стороны станции располагается оборотное кольцов городских автобусов。Помимо этого, имеются транзитные автобусные остановки, через которые автобусы проходят следуя в сторону станций Кинсиче и Камейдо (северное направление) и автобусного парка Касай Ринкай (южное направление). Все автобусные маршруты находятся под управлением Токийского департамента транспорта.